# Partit del Progrés i el Socialisme
El Partit del Progrés i el Socialisme (PPS) (àrab: حزب التقدم والاشتراكية, Ḥizb at-Taqaddum wa-l-Ixtirākiyya; amazic: ⴰⴽⴰⴱⴰⵔ ⵏ ⵓⴼⴰⵔⴰ ⴷ ⵜⵏⵎⵍⴰ; francès: Parti du Progrès et du Socialisme) és un partit polític del Marroc.

## Història i perfil
El partit va ser fundat l'any 1974 per Ali Yata com a successor del Partit Comunista Marroquí i del Partit de l'Alliberament i el Socialisme. No obstant, després de la caiguda del bloc socialista, el partit es va distanciar del comunisme.
A les eleccions parlamentàries disputades el 27 de setembre de 2002, el partit va obtenir 11 de 325 escons. A les següents eleccions parlamentàries, disputades el 7 de setembre de 2007, el partit va obtenir 17 de 325 escons. El PPS va ser inclòs al govern del primer ministre Abbas El Fassi, format el 15 d'octubre de 2007. El partit va obtenir 12 de 325 escons a les eleccions parlamentàries disputades el 2016.